# Liste der Kulturgüter in Rougemont
Die Liste der Kulturgüter in Rougemont enthält alle Objekte in der Gemeinde Rougemont im Kanton Waadt, die gemäss der Haager Konvention zum Schutz von Kulturgut bei bewaffneten Konflikten, dem Bundesgesetz vom 20. Juni 2014 über den Schutz der Kulturgüter bei bewaffneten Konflikten sowie der Verordnung vom 29. Oktober 2014 über den Schutz der Kulturgüter bei bewaffneten Konflikten unter Schutz stehen.
Objekte der Kategorien A und B sind vollständig in der Liste enthalten, Objekte der Kategorie C fehlen zurzeit (Stand: 1. Januar 2023).

## Kulturgüter
| Foto |                                                                                    | Objekt                                                                                          | Kat. | Typ | Standort                              | Beschreibung |
| ---- | ---------------------------------------------------------------------------------- | ----------------------------------------------------------------------------------------------- | ---- | --- | ------------------------------------- | --- |
| ja   | Datei hochladen · Wikidata zu Reformierte Kirche Saint-Nicolas de Myre (Q3586123)  | Reformierte Kirche Saint-Nicolas de Myre / Église réformée Saint-Nicolas de Myre KGS-Nr.: 06464 | A    | G   | Route de Flendruz 1 582157 / 148501   | |
| ja   | Datei hochladen · Wikidata zu Schloss mit Bauernhaus und Nebengebäuden (Q29891494) | Schloss Rougemont / Château de Rougemont KGS-Nr.: 06461                                         | B    | G   | Route de Flendruz 3–5 582159 / 148470 | Dazu gehören Bauernhaus und Nebengebäude, Gartenpavillon, Garten, Dachboden, angrenzendes Mazot und achteckiger Turm, Holzschuppen und Springbrunnen. |
| BW   | Datei hochladen · Wikidata zu Vanel, mittelalterliche Burgruine (Q29891501)        | Vanel, mittelalterliche Burgruine / Vanel, ruines du château médiéval KGS-Nr.: 06463            | B    | F   | Le Vanel 583770 / 148471              | |
| BW   | Datei hochladen · Wikidata zu Haus (Q29891499)                                     | Bauernhaus / Maison paysanne KGS-Nr.: 10352                                                     | B    | G   | Route de la Manche 14 581193 / 148433 | |
| ja   | Datei hochladen · Wikidata zu Pfarrhaus (Q29891495)                                | Pfarrhaus / Cure KGS-Nr.: 14733                                                                 | B    | G   | Route de Flendruz 20 581940 / 148488  | |